# Żwirkowisko
Żwirkowisko je místo tragické smrti polských pilotů Franciszka Żwirky a Stanisława Wigury 11. září 1932 v Horním Těrlicku („Na Kostelci“) na Těšínsku v tehdejším Československu.

## Historie

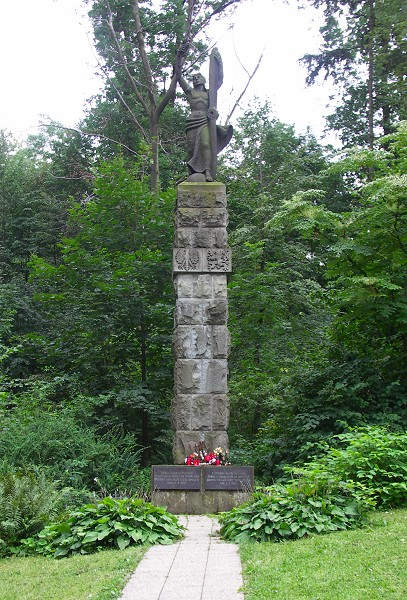
Památník na místě katastrofy

K nehodě polského pilota a mechanika došlo během letu na leteckou rally v Praze. V prudké bouři se utrhlo křídlo jejich letounu RWD-6 a stroj se zřítil k zemi. Oba piloti na místě zahynuli.
Na místo tragické události byl původně umístěn březový kříž s vrtulí a byly zachovány smrkové kmeny, které po nárazu letadla zůstaly stát. Byly také zřízeny symbolické hroby pilotů. V roce 1935 bylo postaveno malé mauzoleum a brána s nápisem „Żwirky i Wigury start na věčnost“. Autory památníku byli: stavitel Rygiel z Fryštátu a sochaři Julius Pelikán z Olomouce a Jan Raszka. Zvon byl financován z příspěvků čtenářů Ilustrovaného denního kurýra. Místo katastrofy se brzy stalo polským poutním místem.
Po okupaci Československa Německem  bylo v prosinci 1940 mauzoleum zbouráno a památné místo zničeno. Pamětní kámen a nápis z brány byly místními patrioty zachráněny.
Po skončení druhé světové války byly učiněny pokusy o obnovení mauzolea polských letců. Jelikož české úřady nejevily zájem o obnovu  pietního místa, byl nakonec postaven pomník s postavou letce opřeného na vrtuli letadla a s emblémy Polska a Československa. Do roku 1957 měl pomník pamětní desku s chybným nápisem Na památku letců, kteří zahynuli v boji proti fašismu. Aktuální nápis v češtině zní: V upomínku na polské letce Žwirku a Wiguru, kteří na tomto místě zahynuli při katastrofě svého letadla dne 11. 9. 1932. Rovněž byly upraveny symbolické hroby obou letců, protože oba spočinuli na hřbitově Powązki ve Varšavě.
V roce 1992 byl za aktivního přispění Polského kulturně-osvětového svazu (PZKO) otevřen poblíž místa katastrofy „Dům Żwirki i Wigury“, jehož součástí je místnost věnovaná oběma letcům a historii polského letectva. V lese u památníku katastrofy se každoročně konají vzpomínková setkání k výročí úmrtí polských letců.

## Galerie

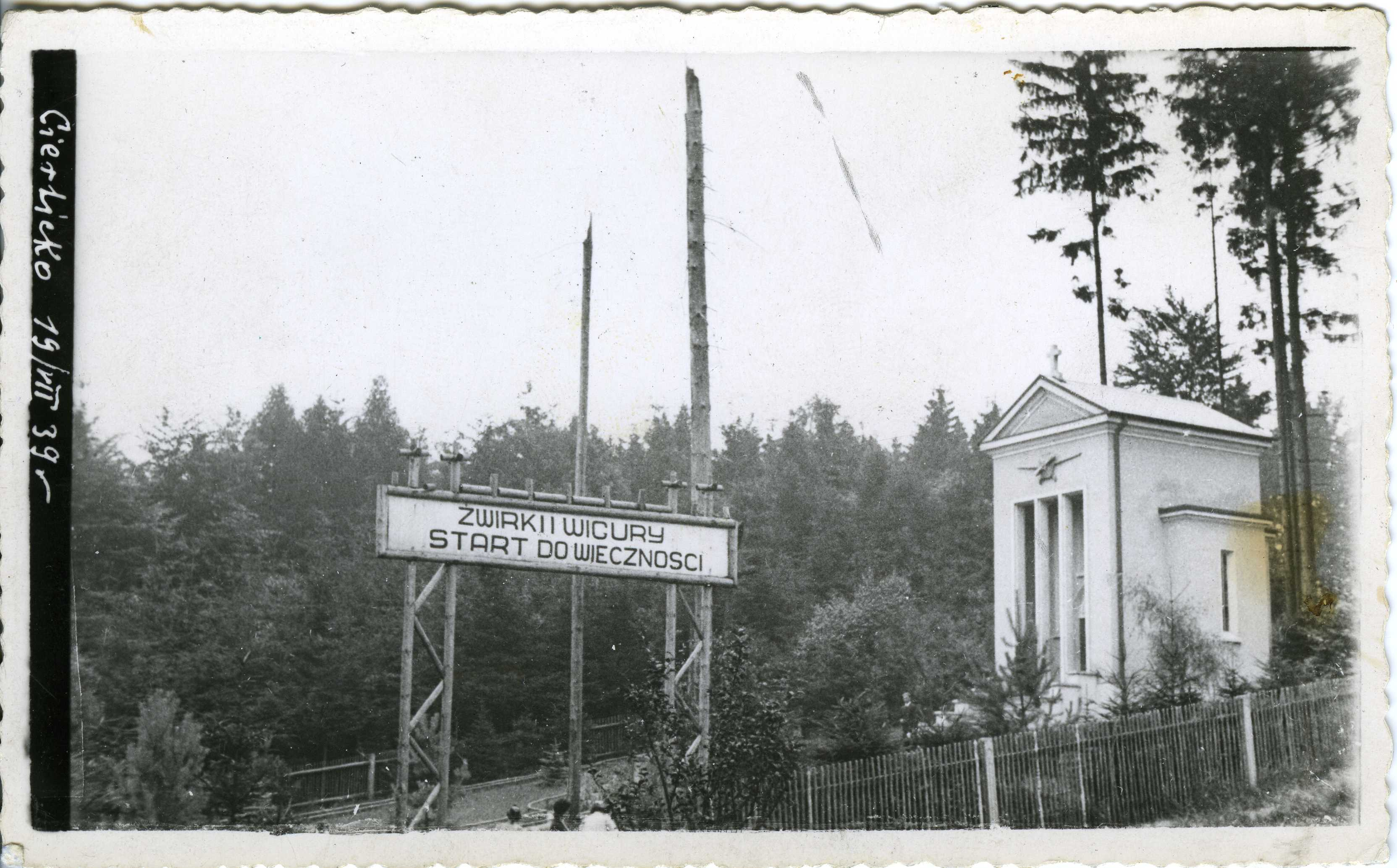
Mauzoleum na místě katastrofy (19. červenec 1939)
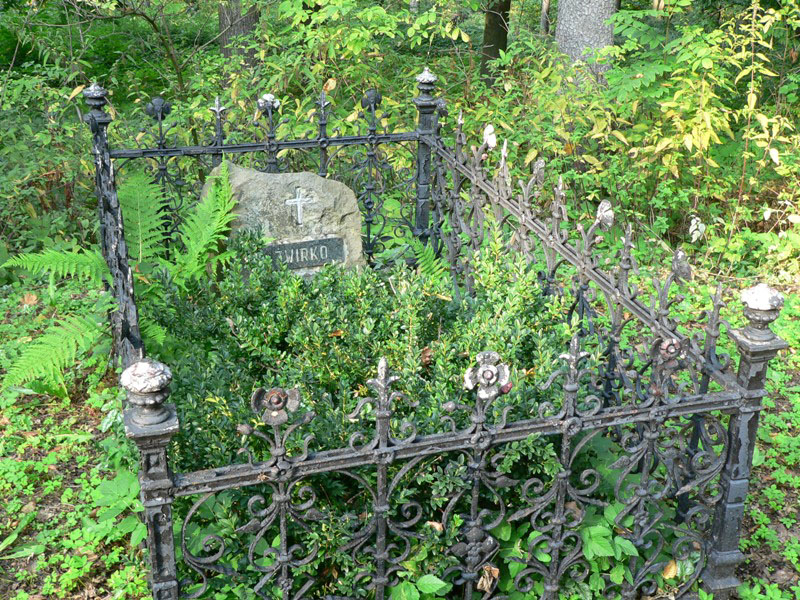
Symbolický hrob F. Žwirky
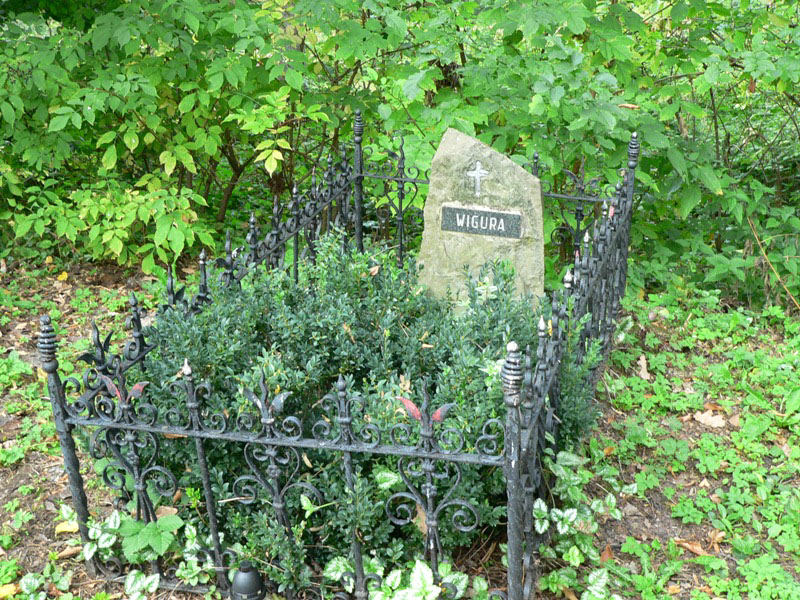
Symbolický hrob S. Wigury
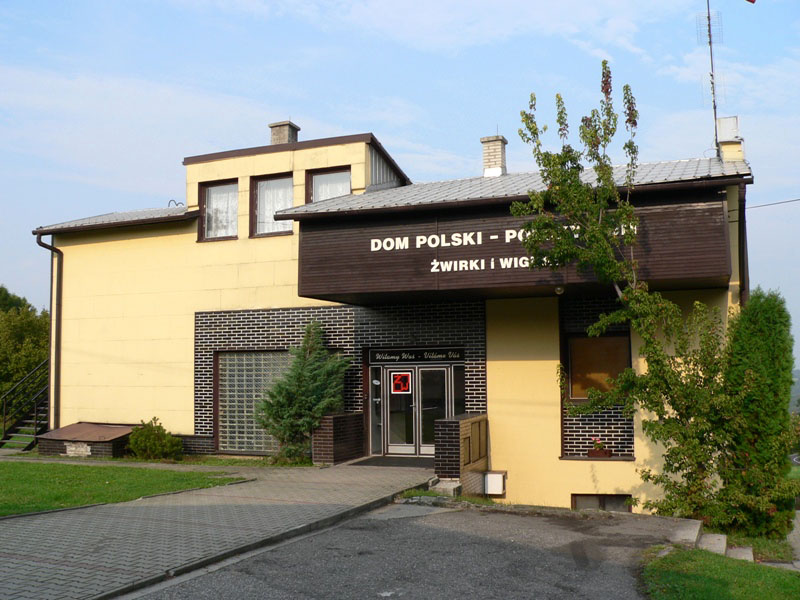
Polský dům PZKO
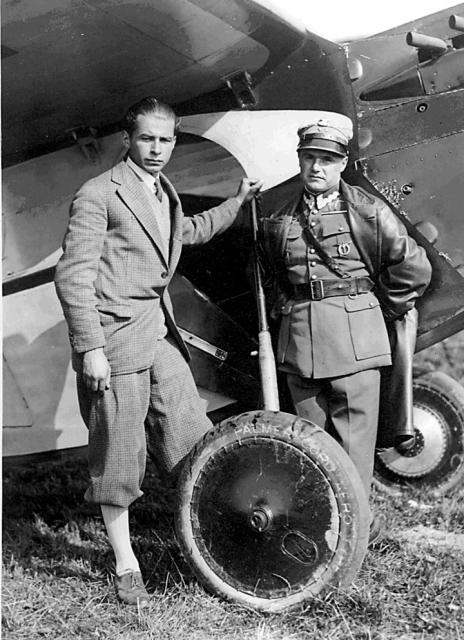
S. Wigura, F. Żwirko